# Günter Beutel (Fußballspieler)
Günter Beutel (* 19. Dezember 1927) ist ein ehemaliger deutscher Fußballspieler. Von 1952 bis 1954 spielte er für die BSG Rotation Babelsberg in der DDR-Oberliga, der höchsten Liga im DDR-Fußball.

## Sportliche Laufbahn
Im Spieleraufgebot der Sportgemeinschaft der Deutschen Volkspolizei Potsdam für die Saison 1951/52 in der zweitklassigen DDR-Liga gehörte der 23 Jahre alte Neuling Günter Beutel. Als Mittelfeldspieler etablierte er sich sofort in der Stammelf, denn er bestritt alle 22 Ligaspiele und war mir sechs Toren erfolgreich. Dabei tat er sich auch als sicherer Elfmeterschütze hervor. 
Zur Saison 1952/53 wurde die Potsdamer SG DVP nach Ost-Berlin umgesiedelt, wo Günter Beutel nicht mehr im Kader auftauchte. Am 12. Spieltag der Oberliga bestritt Beutel sein erstes Punktspiel für die Betriebssportgemeinschaft (BSG) Rotation Babelsberg und wurde von Trainer Ludwig Wieder auf seiner gewohnten Position als rechter Läufer eingesetzt. In der zweiten Hälfte der Rückrunde spielte Beutel in der Abwehr der Babelsberger. Dort blieb er auch in der Saison 1953/54, in der er 20 der 28 Oberligaspiele bestritt und durchgehend als zentraler Abwehrspieler eingesetzt wurde. Nach dieser Saison war Günter Beutel nicht mehr im höherklassigen Fußball präsent. 